# Constantin Kirițescu
Constantin Kirițescu (n. 3 septembrie 1876, București, România – d. 12 august 1965, București, România) a fost un om de știință, doctor în știintele naturii, membru al Academiei Române, zoolog, publicist și istoric român.
A fost profesor la Liceul Sf. Sava.
A contribuit la dezvoltarea învățământului secundar, a reprezentat țara noastră la Liga Națiunilor, în secția școlară (3/16).
A fost membru fondator al Academiei de Științe din România.

## Herpetolog
Ca zoolog, Constantin Kirițescu a pus bazele cercetărilor herpetologice România, prin publicarea cărții „Cercetări asupra faunei herpetologice a României” în care a realizat inventarul faunistic al reptilelor și amfibienilor din România, schițând zoogeografia lor și insistând asupra unor probleme de sistematică. El a semnalat pentru prima dată prezența speciei Eryx jaculus pe teritoriul României (1903) și a descris o nouă subspecie de triton, care ulterior avea să fie ridicată la rang de specie (Triturus dobrogicus).

## Distincții
- titlul de „Profesor Emerit al Republicii Populare Romîne” (13 octombrie 1964) „cu prilejul aniversarii a 100 de ani de la înființarea Universității din București, pentru activitate îndelungată, contribuție în dezvoltarea științei și merite deosebite în dezvoltarea învățămîntului superior”[7]

## In memoriam
- Colecția muzeală a Mănăstirii Țigănești cuprinde și Camera memorială Constantin Kirițescu. Lucrurile ilustrului academician au fost aduse aici de fiul său, Costin Kirițescu (1908-2002), economist român, membru titular (1992) al Academiei Române, care a fost un apropiat și binefăcător al Mănăstirii Țigănești.[8]

- După Revoluția din 1989, strada Stupinei din București a fost redenumită Constantin Kirițescu.

## Scrieri
- Istoria războiului pentru întregirea României: 1916-1919

1. Ed. I: 2 vol., Editura Casei Școalelor, Tipografia „România Nouă”, București, 1922-1923 (finalizată decembrie 1921)
2. Ed. a II-a refăcută și mult adăogită: 3 vol., Editura Casei Școalelor, Atelierele „Cartea Românească”, București, 1925-1927 (finalizată decembrie 1925)
3. Ed. a III-a: 2 vol, Editura Științifică și Enciclopedică, București, 1989, ISBN 973-29-0048-2 (finalizată februarie 1959)

- Printre Apostoli, Editura Cartea Românească, București, 1929
- Clemenceau, Editura Cartea Românească, București, 1933
- Munții Baraolt, în Omagiu lui Constantin Kirițescu, Editura Cartea Românească, București, 1937
- Făclii stinse...Portrete de dascăli, Editura Cartea Românească, București, 1938
- L'organisation de l'enseignement superieur en Roumanie, Paris, Imprimeria Polyglote Vuibert, 1938,
- Palaestrica - o istorie universală a culturii fizice, Editura Uniunii de Cultura Fizică și Sport, 1943
- Școala română într-o răscruce de istorie, Fundația regală pentru literatură și știință, 1943
- Portrete, oameni pe care i-am cunoscut, Editura Științifică și Enciclopedică, București, 1985